# مسجد جامع بسطام
مسجد جامع بسطام مربوط به سدهٔ ۸ ه.ق است ، شهر بسطام، جنوب مجموعه تاریخی امامزاده محمد و بایزید واقع شده و این اثر در تاریخ ۲۷ آبان ۱۳۸۶ با شمارهٔ ثبت ۲۰۲۴۱ به‌عنوان یکی از آثار ملی ایران به ثبت رسیده است.